# Бонфамиј
Бонфамиј (фр. Bonnefamille) насеље је и општина у источној Француској у региону Рона-Алпи, у департману Изер која припада префектури Ла Тур ди Пен.
По подацима из 2011. године у општини је живело 1.021 становника, а густина насељености је износила 108,27 становника/km². Општина се простире на површини од 9,43 km². Налази се на средњој надморској висини од 300 метара (максималној 443 m, а минималној 275 m).

## Демографија
| 1962. | 1968. | 1975. | 1982. | 1990. | 1999. | 2011. |
| ----- | ----- | ----- | ----- | ----- | ----- | ----- |
| 314   | 321   | 409   | 585   | 787   | 927   | 1.021 |

График промене броја становника у току последњих година